# 真庭市
真庭市（まにわし）は、岡山県の北中部に位置し、鳥取県と境を接する市。面積は、県下自治体の中で最大である。

## 地理

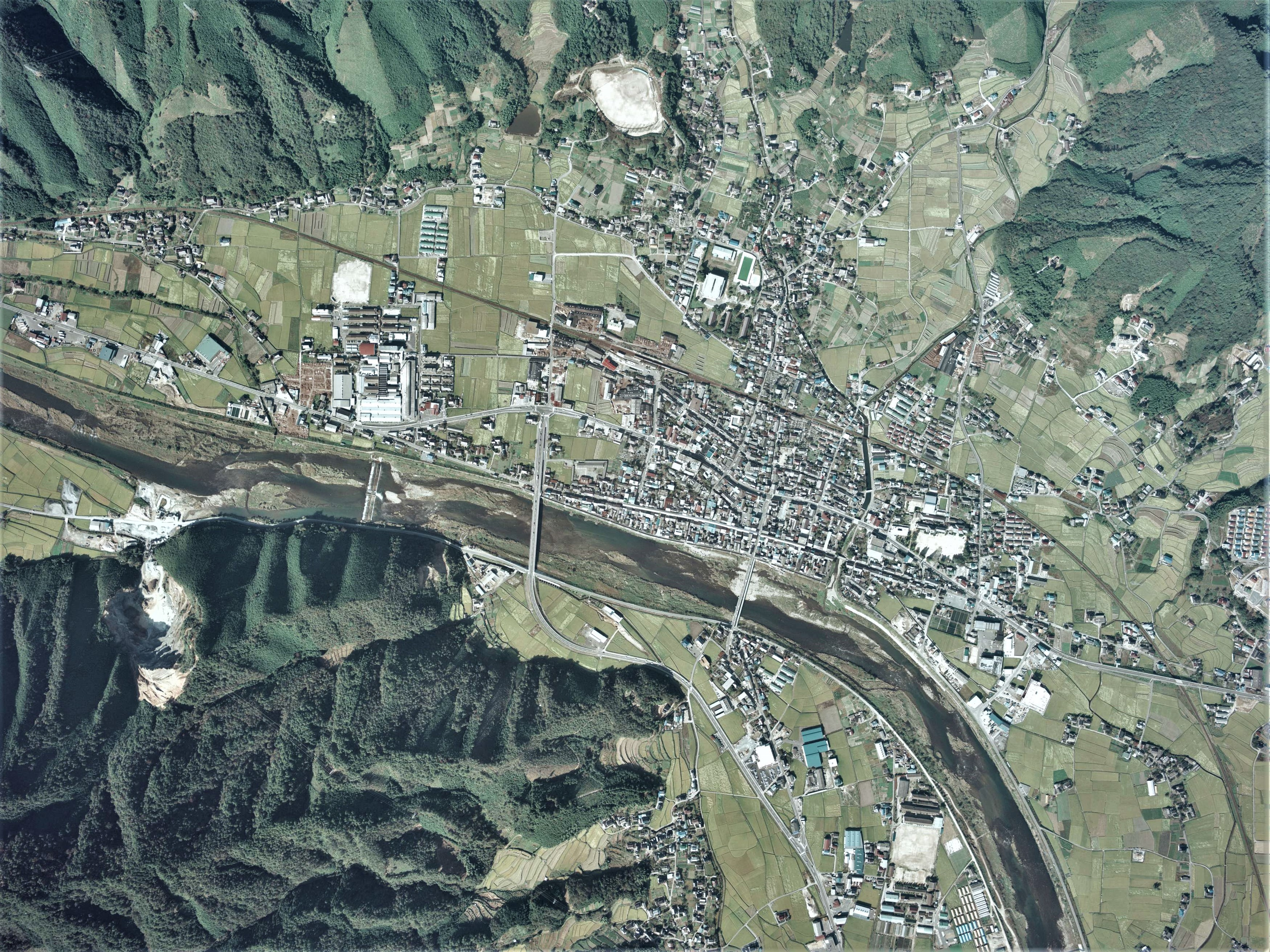
市役所の所在する久世地区周辺の空中写真。
1976年10月17日撮影。。

南部は吉備高原に属し、北部は中国山地を形成している。県境には蒜山高原・津黒高原の高原地帯がある。
- 山: 蒜山、津黒山、櫃ヶ山
- 河川: 旭川、備中川
- 湖沼: 湯原湖[1]
- ダム: 湯原ダム、北房ダム

### 気候
現在の市北部にあたる旧湯原町・旧美甘村・旧川上村・旧八束村・旧中和村は豪雪地帯対策特別措置法において豪雪地帯に指定されている。蒜山高原に近い上長田地区は冬の冷え込みが厳しく、1981年2月28日には-20.2℃を記録している。
| 久世（旧久世町）（1991年 - 2020年）の気候 | 久世（旧久世町）（1991年 - 2020年）の気候 | 久世（旧久世町）（1991年 - 2020年）の気候 | 久世（旧久世町）（1991年 - 2020年）の気候 | 久世（旧久世町）（1991年 - 2020年）の気候 | 久世（旧久世町）（1991年 - 2020年）の気候 | 久世（旧久世町）（1991年 - 2020年）の気候 | 久世（旧久世町）（1991年 - 2020年）の気候 | 久世（旧久世町）（1991年 - 2020年）の気候 | 久世（旧久世町）（1991年 - 2020年）の気候 | 久世（旧久世町）（1991年 - 2020年）の気候 | 久世（旧久世町）（1991年 - 2020年）の気候 | 久世（旧久世町）（1991年 - 2020年）の気候 | 久世（旧久世町）（1991年 - 2020年）の気候 |
| 月                                        | 1月                                       | 2月                                       | 3月                                       | 4月                                       | 5月                                       | 6月                                       | 7月                                       | 8月                                       | 9月                                       | 10月                                      | 11月                                      | 12月                                      | 年                                        |
| ----------------------------------------- | ----------------------------------------- | ----------------------------------------- | ----------------------------------------- | ----------------------------------------- | ----------------------------------------- | ----------------------------------------- | ----------------------------------------- | ----------------------------------------- | ----------------------------------------- | ----------------------------------------- | ----------------------------------------- | ----------------------------------------- | ----------------------------------------- |
| 最高気温記録 °C （°F）                    | 16.7 (62.1)                               | 21.8 (71.2)                               | 26.4 (79.5)                               | 32.4 (90.3)                               | 33.7 (92.7)                               | 35.8 (96.4)                               | 40.3 (104.5)                              | 39.3 (102.7)                              | 36.8 (98.2)                               | 31.2 (88.2)                               | 26.0 (78.8)                               | 20.5 (68.9)                               | 40.3 (104.5)                              |
| 平均最高気温 °C （°F）                    | 7.4 (45.3)                                | 8.7 (47.7)                                | 13.0 (55.4)                               | 19.5 (67.1)                               | 24.6 (76.3)                               | 27.4 (81.3)                               | 31.1 (88)                                 | 32.6 (90.7)                               | 27.9 (82.2)                               | 22.1 (71.8)                               | 15.7 (60.3)                               | 9.7 (49.5)                                | 20.0 (68)                                 |
| 日平均気温 °C （°F）                      | 2.2 (36)                                  | 3.0 (37.4)                                | 6.4 (43.5)                                | 12.1 (53.8)                               | 17.4 (63.3)                               | 21.4 (70.5)                               | 25.4 (77.7)                               | 26.2 (79.2)                               | 21.9 (71.4)                               | 15.6 (60.1)                               | 9.4 (48.9)                                | 4.2 (39.6)                                | 13.8 (56.8)                               |
| 平均最低気温 °C （°F）                    | −1.5 (29.3)                               | −1.3 (29.7)                               | 1.1 (34)                                  | 5.6 (42.1)                                | 11.1 (52)                                 | 16.6 (61.9)                               | 21.2 (70.2)                               | 21.9 (71.4)                               | 17.6 (63.7)                               | 10.9 (51.6)                               | 5.0 (41)                                  | 0.5 (32.9)                                | 9.1 (48.4)                                |
| 最低気温記録 °C （°F）                    | −10.9 (12.4)                              | −10.6 (12.9)                              | −7.0 (19.4)                               | −3.1 (26.4)                               | 0.0 (32)                                  | 5.8 (42.4)                                | 11.0 (51.8)                               | 14.4 (57.9)                               | 5.4 (41.7)                                | 0.7 (33.3)                                | −2.7 (27.1)                               | −8.5 (16.7)                               | −10.9 (12.4)                              |
| 降水量 mm （inch）                        | 58.1 (2.287)                              | 63.6 (2.504)                              | 104.0 (4.094)                             | 113.9 (4.484)                             | 142.5 (5.61)                              | 185.1 (7.287)                             | 241.5 (9.508)                             | 135.3 (5.327)                             | 183.2 (7.213)                             | 102.6 (4.039)                             | 62.8 (2.472)                              | 64.5 (2.539)                              | 1,457.2 (57.37)                           |
| 平均降水日数 （≥1.0 mm）                  | 9.8                                       | 10.5                                      | 11.7                                      | 9.8                                       | 10.4                                      | 11.7                                      | 13.0                                      | 9.8                                       | 10.2                                      | 7.7                                       | 7.6                                       | 9.7                                       | 121.7                                     |
| 平均月間日照時間                          | 102.8                                     | 116.6                                     | 157.0                                     | 182.1                                     | 190.6                                     | 140.9                                     | 139.9                                     | 174.1                                     | 144.8                                     | 151.3                                     | 120.2                                     | 102.7                                     | 1,722.9                                   |
| 出典1：Japan Meteorological Agency        |                                           |                                           |                                           |                                           |                                           |                                           |                                           |                                           |                                           |                                           |                                           |                                           |                                           |
| 出典2：気象庁                             |                                           |                                           |                                           |                                           |                                           |                                           |                                           |                                           |                                           |                                           |                                           |                                           |                                           |

| 上長田（旧八束村）（1991年 - 2020年）の気候 | 上長田（旧八束村）（1991年 - 2020年）の気候 | 上長田（旧八束村）（1991年 - 2020年）の気候 | 上長田（旧八束村）（1991年 - 2020年）の気候 | 上長田（旧八束村）（1991年 - 2020年）の気候 | 上長田（旧八束村）（1991年 - 2020年）の気候 | 上長田（旧八束村）（1991年 - 2020年）の気候 | 上長田（旧八束村）（1991年 - 2020年）の気候 | 上長田（旧八束村）（1991年 - 2020年）の気候 | 上長田（旧八束村）（1991年 - 2020年）の気候 | 上長田（旧八束村）（1991年 - 2020年）の気候 | 上長田（旧八束村）（1991年 - 2020年）の気候 | 上長田（旧八束村）（1991年 - 2020年）の気候 | 上長田（旧八束村）（1991年 - 2020年）の気候 |
| 月                                          | 1月                                         | 2月                                         | 3月                                         | 4月                                         | 5月                                         | 6月                                         | 7月                                         | 8月                                         | 9月                                         | 10月                                        | 11月                                        | 12月                                        | 年                                          |
| ------------------------------------------- | ------------------------------------------- | ------------------------------------------- | ------------------------------------------- | ------------------------------------------- | ------------------------------------------- | ------------------------------------------- | ------------------------------------------- | ------------------------------------------- | ------------------------------------------- | ------------------------------------------- | ------------------------------------------- | ------------------------------------------- | ------------------------------------------- |
| 最高気温記録 °C （°F）                      | 15.0 (59)                                   | 18.7 (65.7)                                 | 23.0 (73.4)                                 | 30.9 (87.6)                                 | 30.3 (86.5)                                 | 32.8 (91)                                   | 34.5 (94.1)                                 | 34.9 (94.8)                                 | 33.2 (91.8)                                 | 30.0 (86)                                   | 23.8 (74.8)                                 | 18.7 (65.7)                                 | 34.9 (94.8)                                 |
| 平均最高気温 °C （°F）                      | 4.3 (39.7)                                  | 5.2 (41.4)                                  | 9.7 (49.5)                                  | 16.4 (61.5)                                 | 21.3 (70.3)                                 | 24.1 (75.4)                                 | 27.8 (82)                                   | 29.0 (84.2)                                 | 24.4 (75.9)                                 | 19.1 (66.4)                                 | 13.5 (56.3)                                 | 7.3 (45.1)                                  | 16.9 (62.4)                                 |
| 日平均気温 °C （°F）                        | 0.3 (32.5)                                  | 0.7 (33.3)                                  | 4.1 (39.4)                                  | 9.6 (49.3)                                  | 14.7 (58.5)                                 | 18.8 (65.8)                                 | 23.0 (73.4)                                 | 23.7 (74.7)                                 | 19.4 (66.9)                                 | 13.3 (55.9)                                 | 7.8 (46)                                    | 2.7 (36.9)                                  | 11.5 (52.7)                                 |
| 平均最低気温 °C （°F）                      | −3.5 (25.7)                                 | −3.7 (25.3)                                 | −1.2 (29.8)                                 | 2.9 (37.2)                                  | 8.4 (47.1)                                  | 14.2 (57.6)                                 | 19.3 (66.7)                                 | 19.8 (67.6)                                 | 15.3 (59.5)                                 | 8.4 (47.1)                                  | 2.8 (37)                                    | −1.4 (29.5)                                 | 6.8 (44.2)                                  |
| 最低気温記録 °C （°F）                      | −15.8 (3.6)                                 | −20.2 (−4.4)                                | −14.1 (6.6)                                 | −7.3 (18.9)                                 | −4.1 (24.6)                                 | 1.7 (35.1)                                  | 7.0 (44.6)                                  | 10.5 (50.9)                                 | 0.9 (33.6)                                  | −3.2 (26.2)                                 | −6.1 (21)                                   | −13.4 (7.9)                                 | −20.2 (−4.4)                                |
| 降水量 mm （inch）                          | 174.0 (6.85)                                | 152.4 (6)                                   | 161.7 (6.366)                               | 126.7 (4.988)                               | 142.3 (5.602)                               | 181.3 (7.138)                               | 252.3 (9.933)                               | 168.4 (6.63)                                | 275.3 (10.839)                              | 187.4 (7.378)                               | 142.2 (5.598)                               | 162.3 (6.39)                                | 2,126.4 (83.717)                            |
| 降雪量 cm （inch）                          | 189 (74.4)                                  | 169 (66.5)                                  | 67 (26.4)                                   | 1 (0.4)                                     | 0 (0)                                       | 0 (0)                                       | 0 (0)                                       | 0 (0)                                       | 0 (0)                                       | 0 (0)                                       | 2 (0.8)                                     | 94 (37)                                     | 511 (201.2)                                 |
| 平均降水日数 （≥1.0 mm）                    | 19.2                                        | 16.4                                        | 16.0                                        | 12.3                                        | 11.2                                        | 12.6                                        | 14.4                                        | 11.5                                        | 13.5                                        | 12.0                                        | 14.1                                        | 17.9                                        | 171.1                                       |
| 平均月間日照時間                            | 47.6                                        | 57.8                                        | 123.4                                       | 171.5                                       | 191.7                                       | 141.7                                       | 137.5                                       | 167.2                                       | 120.6                                       | 123.8                                       | 95.5                                        | 68.2                                        | 1,446.4                                     |
| 出典1：Japan Meteorological Agency          |                                             |                                             |                                             |                                             |                                             |                                             |                                             |                                             |                                             |                                             |                                             |                                             |                                             |
| 出典2：気象庁                               |                                             |                                             |                                             |                                             |                                             |                                             |                                             |                                             |                                             |                                             |                                             |                                             |                                             |

### 隣接している自治体
- 岡山県
  - 津山市
  - 高梁市
  - 新見市
  - 加賀郡吉備中央町
  - 久米郡美咲町
  - 苫田郡鏡野町
  - 真庭郡新庄村
- 鳥取県
  - 倉吉市
  - 東伯郡三朝町
  - 日野郡江府町

## 人口
| |                                        |  |
| 真庭市と全国の年齢別人口分布（2005年） | 真庭市の年齢・男女別人口分布（2005年） |  |
| ■紫色 ― 真庭市 ■緑色 ― 日本全国 | ■青色 ― 男性 ■赤色 ― 女性              |  |
| 真庭市（に相当する地域）の人口の推移 \| 1970年（昭和45年） \| 62,608人 \| \| \| 1975年（昭和50年） \| 61,152人 \| \| \| 1980年（昭和55年） \| 60,586人 \| \| \| 1985年（昭和60年） \| 60,196人 \| \| \| 1990年（平成2年） \| 58,754人 \| \| \| 1995年（平成7年） \| 56,607人 \| \| \| 2000年（平成12年） \| 54,747人 \| \| \| 2005年（平成17年） \| 51,782人 \| \| \| 2010年（平成22年） \| 48,964人 \| \| \| 2015年（平成27年） \| 46,124人 \| \| \| 2020年（令和2年） \| 42,725人 \| \| |                                        |  |
| 総務省統計局 国勢調査より |                                        |  |
| 1970年（昭和45年） | 62,608人                               |  |
| 1975年（昭和50年） | 61,152人                               |  |
| 1980年（昭和55年） | 60,586人                               |  |
| 1985年（昭和60年） | 60,196人                               |  |
| 1990年（平成2年） | 58,754人                               |  |
| 1995年（平成7年） | 56,607人                               |  |
| 2000年（平成12年） | 54,747人                               |  |
| 2005年（平成17年） | 51,782人                               |  |
| 2010年（平成22年） | 48,964人                               |  |
| 2015年（平成27年） | 46,124人                               |  |
| 2020年（令和2年） | 42,725人                               |  |

## 歴史
- 2005年（平成17年）3月31日 - 上房郡北房町・真庭郡勝山町・落合町・湯原町・久世町・美甘村・川上村・八束村・中和村が新設合併し発足。これにより、上房郡が消滅。
- 2011年（平成23年）4月1日 - 市役所本庁舎機能を久世の新庁舎に全て移転し、勝山の旧本庁舎は勝山支局となる。
- 2015年（平成27年）4月1日 - 5支局を振興局に改組。

### 歴代市長
| 代 | 氏名       | 就任年月日    | 退任年月日    | 備考           |
| -- | ---------- | ------------- | ------------- | -------------- |
| 初 | 井手紘一郎 | 2005年4月24日 |               | 元岡山県議     |
| 2  | 井手紘一郎 |               | 2013年4月23日 |                |
| 3  | 太田昇     | 2013年4月24日 | 現職          | 元京都府副知事 |
| 4  | 太田昇     |               |               |                |
| 5  | 太田昇     |               |               |                |

## 行政

### 市長
- 太田昇（3期目）
- 任期：2025年4月23日

### 議会
- 定数：24人
- 任期：2025年4月23日

### 庁舎・振興局
市内は、6つの振興局に編成されている。
市内の住所は、原則的に旧町村名を残していない。ただし、かつて蒜山三村と呼ばれていた地域には新たに「蒜山」の地名が付けられた（例：真庭郡八束村大字下福田 → 真庭市蒜山下福田）。他に、旧落合町民から旧町名を住所表記として残してほしいという要望に応えるため、同町役場があった垂水地区に旧町名を付し、新たに真庭市落合垂水とした。
| 名称       | 所在地              | 管轄地域                               | 備考                           |
| ---------- | ------------------- | -------------------------------------- | ------------------------------ |
| 真庭市役所 | 真庭市久世2927-2    |                                        | 市内の各振興局を総括           |
| 蒜山振興局 | 真庭市蒜山下福田305 | 蒜山地域（旧八束村・川上村・中和村域） | 旧川上村・中和村に出張所を設置 |
| 北房振興局 | 真庭市下呰部248     | 旧北房町域                             | 旧北房町役場                   |
| 落合振興局 | 真庭市落合垂水618   | 旧落合町域                             | 落合総合センター               |
| 勝山振興局 | 真庭市勝山319       | 旧勝山町域                             | 勝山文化センター               |
| 美甘振興局 | 真庭市美甘4134      | 旧美甘村域                             | 旧美甘村役場                   |
| 湯原振興局 | 真庭市豊栄1515      | 旧湯原町域                             | 旧湯原町役場                   |

### 消防
- 真庭市消防本部・真庭市消防署
  - 蒜山分署
  - 湯原分署
  - 美新分署
  - 北房分署

### 県
- 岡山県美作県民局真庭地域事務所
- 岡山県真庭保健所
- 岡山県真庭警察署

### 国
- 勝山簡易裁判所
- 勝山区検察庁（岡山地方検察庁津山支部内）
- 久世税務署
- 岡山地方法務局真庭支局

## 姉妹・交流・友好都市

### 海外
- ヴィクターハーバー市（オーストラリア・南オーストラリア州）
2000年（平成17年）5月姉妹都市提携[4]。

### 国内
- 東近江市（滋賀県）
- 三豊市（香川県）

## 大字
落合地域
- 赤野
- 一色
- 上山
- 大庭
- 落合垂水
- 開田
- 影
- 鹿田
- 上市瀬
- 上河内
- 木山
- 栗原
- 古見
- 佐引
- 下市瀬
- 下方
- 下河内
- 下見
- 杉山
- 関
- 高屋
- 田原
- 田原山上
- 旦土
- 中
- 中河内
- 西河内
- 西原
- 野川
- 野原
- 日名
- 日野上
- 平松
- 福田
- 別所
- 法界寺
- 舞高
- 向津矢
- 吉

勝山地域
- 荒田
- 岩井畝
- 岩井谷
- 後谷
- 後谷畝
- 江川
- 岡
- 勝山
- 上
- 神庭
- 組
- 神代
- 古呂々尾中
- 三田
- 柴原
- 下岩
- 清谷
- 菅谷
- 高田山上
- 竹原
- 月田
- 月田本
- 野
- 福谷
- 本郷
- 曲り
- 星山
- 正吉
- 真賀
- 見尾
- 山久世
- 横部
- 若代
- 若代畝

久世地域
- 樫東
- 樫西
- 草加部
- 久世
- 神
- 五反
- 惣
- 台金屋
- 多田
- 富尾
- 中島
- 中原
- 鍋屋
- 三阪
- 三崎
- 目木
- 余野上
- 余野下

湯原地域
- 粟谷
- 禾津
- 釘貫小川
- 黒杭
- 下湯原
- 種
- 田羽根
- 都喜足
- 豊栄
- 仲間
- 久見
- 小童谷
- 藤森
- 本庄
- 見明戸
- 三世七原
- 社
- 湯原温泉

北房地域
- 阿口
- 上呰部
- 上中津井
- 上水田
- 五名
- 下呰部
- 下中津井
- 宮地
- 山田

美甘地域
- 鉄山
- 黒田
- 田口
- 延風
- 美甘

蒜山地域
- 蒜山上徳山
- 蒜山上長田
- 蒜山上福田
- 蒜山下和
- 蒜山下見
- 蒜山下徳山
- 蒜山下長田
- 蒜山下福田
- 蒜山富掛田
- 蒜山富山根
- 蒜山中福田
- 蒜山西茅部
- 蒜山初和
- 蒜山東茅部
- 蒜山別所
- 蒜山本茅部
- 蒜山真加子
- 蒜山湯船
- 蒜山吉田

## 地域

### 教育

#### 高等学校
- 岡山県立勝山高等学校（勝山校地・蒜山校地）
- 岡山県立真庭高等学校（落合校地・久世校地）

#### 中学校
- 真庭市立北房中学校
- 真庭市立落合中学校
- 真庭市立久世中学校
- 真庭市立勝山中学校
- 真庭市立湯原中学校
- 真庭市立蒜山中学校

#### 小学校
- 真庭市立北房小学校
- 真庭市立落合小学校
- 真庭市立天津小学校
- 真庭市立美川小学校
- 真庭市立川東小学校
- 真庭市立津田小学校
- 真庭市立河内小学校
- 真庭市立木山小学校
- 真庭市立上田小学校
- 真庭市立別所小学校
- 真庭市立遷喬小学校
- 真庭市立米来小学校
- 真庭市立余野小学校
- 真庭市立樫邑小学校
- 真庭市立草加部小学校
- 真庭市立勝山小学校
- 真庭市立月田小学校
- 真庭市立富原小学校
- 真庭市立美甘小学校
- 真庭市立湯原小学校
- 真庭市立中和小学校
- 真庭市立川上小学校
- 真庭市立八束小学校

#### 図書館

真庭市立中央図書館

- 真庭市立中央図書館
- 真庭市立落合図書館
- 真庭市立久世図書館
- 真庭市立蒜山図書館
- 真庭市立北房図書館
- 真庭市立美甘図書館
- 真庭市立湯原図書館

## 経済

### 産業
- 主な産業：林業、石灰鉱業

## 交通

### 鉄道路線
西日本旅客鉄道（JR西日本）
- 姫新線

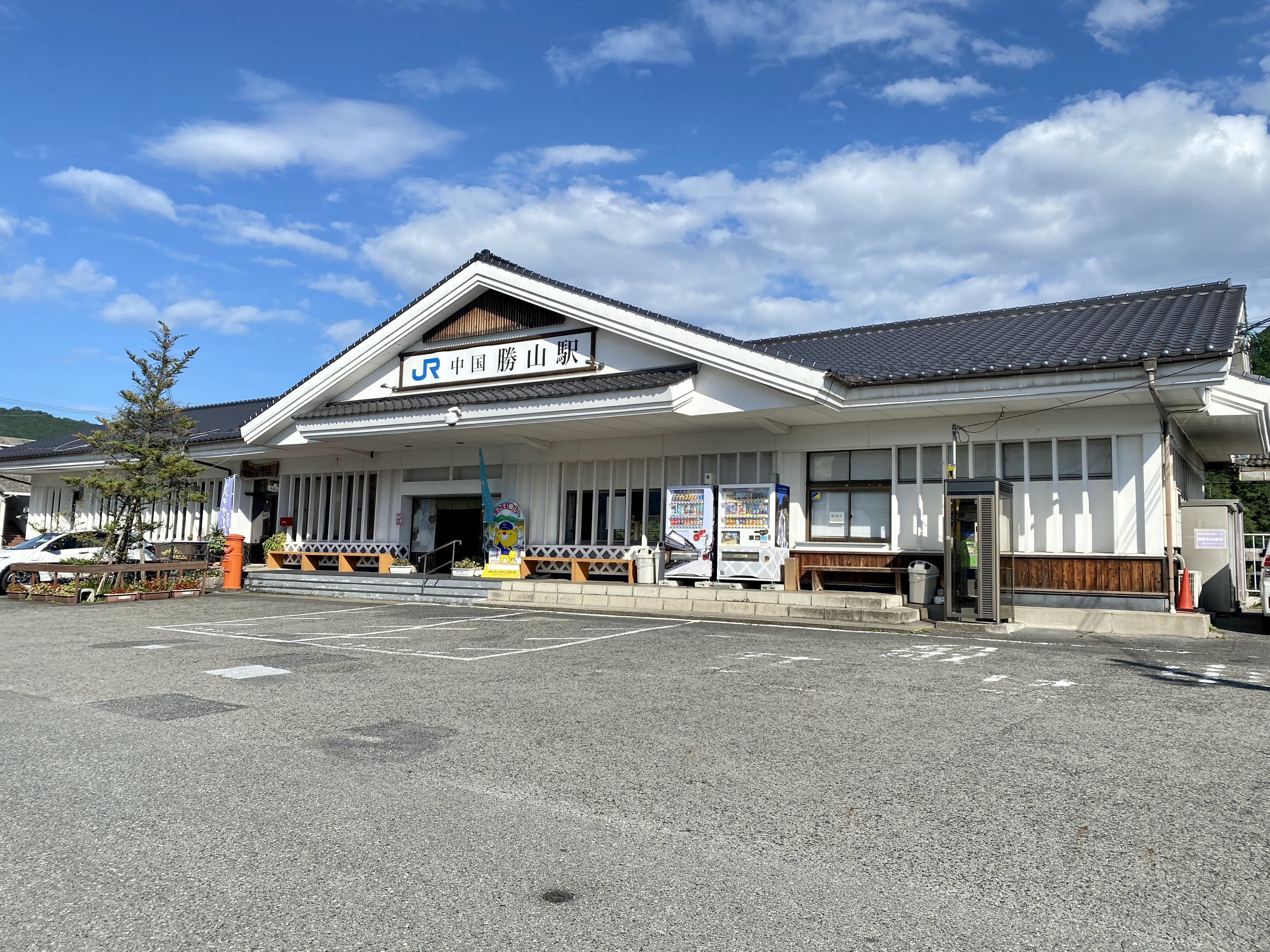
中国勝山駅

  - 美作追分駅 - 美作落合駅 - 古見駅 - 久世駅 - 中国勝山駅 - 月田駅 - 富原駅

### 路線バス
- 中鉄北部バス（岡山 - 勝山線）
- 備北バス（呰部 - 高梁駅線）
- 真庭市コミュニティバス
- 旭川さくらバス
- おおぞらバス
- ごんごバス久米線

### 道路
市内を走る高速道路
- E2A 中国自動車道：(15) 落合JCT - (16) 落合IC - 真庭PA - (17) 北房JCT - (18) 北房IC
- E73 岡山自動車道：(17) 北房JCT
- E73 米子自動車道：(15) 落合JCT - (1) 久世IC - 上野PA - (2) 湯原IC - 蒜山高原SA - (3) 蒜山IC

市内を走る一般国道
- 国道181号
- 国道313号（ロマンチック街道313）
- 国道482号

市内を走る県道（主要地方道）
- 岡山県道30号落合建部線
- 岡山県道32号新見勝山線
- 岡山県道55号湯原美甘線
- 岡山県道56号湯原奥津線
- 岡山県道58号北房川上線
- 岡山県道65号久世中和線
- 岡山県道66号落合加茂川線
- 岡山県道82号鏡野久世線
- 岡山県道84号勝山栗原線

道の駅
- 醍醐の里
- 蒜山高原
- 風の家

## 通信

### 電話
市外局番は、北房地区が0866 (20 - 29、40 - 59) 、その他が0867 (40 - 69) となっている。
- 0866 (20 - 29、40 - 59) エリア：高梁MA
  - 高梁市・真庭市（北房地区）・吉備中央町（賀陽地区全域と加茂川地区の一部）
- 0867 (40 - 69) エリア：久世MA
  - 真庭市（北房地区を除く）・新庄村・鏡野町（富地区）

### 郵便
郵便番号（郵便区番号）と集配局の対応は以下の通りとなっている。
- 北房郵便局：716-14xx、719-24xx
- 美作勝山郵便局：717-00xx、717-85xx、717-86xx、717-87xx、717-07xx（旧719-34）
- 美甘郵便局：717-01xx、717-02xx
- 湯原郵便局：717-04xx
- 上長田郵便局：717-05xx
- 川上郵便局：717-06xx
- 落合郵便局：719-31xx
- 久世郵便局：719-32xx

## メディア

### 新聞
- 山陽新聞真庭支局

### 地域情報誌
- AFWアットタウン（津山市）

### ケーブルテレビ
- 真庭ひかりネットワーク（真庭いきいきテレビ）

財団法人久世エスパス振興財団により運営されている。

## 名所・旧跡・観光スポット・祭事・催事等

### 観光地
- 蒜山高原
- 湯原温泉
- 真賀温泉
- 足温泉
- 郷緑温泉
- 神庭の滝（日本の滝百選）
- 竜頭の滝
- 諏訪洞（日本の音風景100選）
- 塩釜の冷泉（名水百選）
- 醍醐桜
- 木山神社
- 木山寺
- 普門寺 (真庭市)
- 毎来寺
- 畝の大桜[6]
- 黒岩の大山桜[7]
- 普門寺の四季桜
- 備中鍾乳穴
- 勝山城下町（武家屋敷）
- 勝山町並み保存地区
- 勝山文化往来館ひしお
- 旧遷喬尋常小学校校舎
- 勝山城飾り天井：勝山城（美作勝山藩）にあったとされる飾り天井。明治の廃藩置県にともない民間の手に渡り、真庭市久世の民家の2階天井部に埋められている。保存状態は非常に良い。[8]

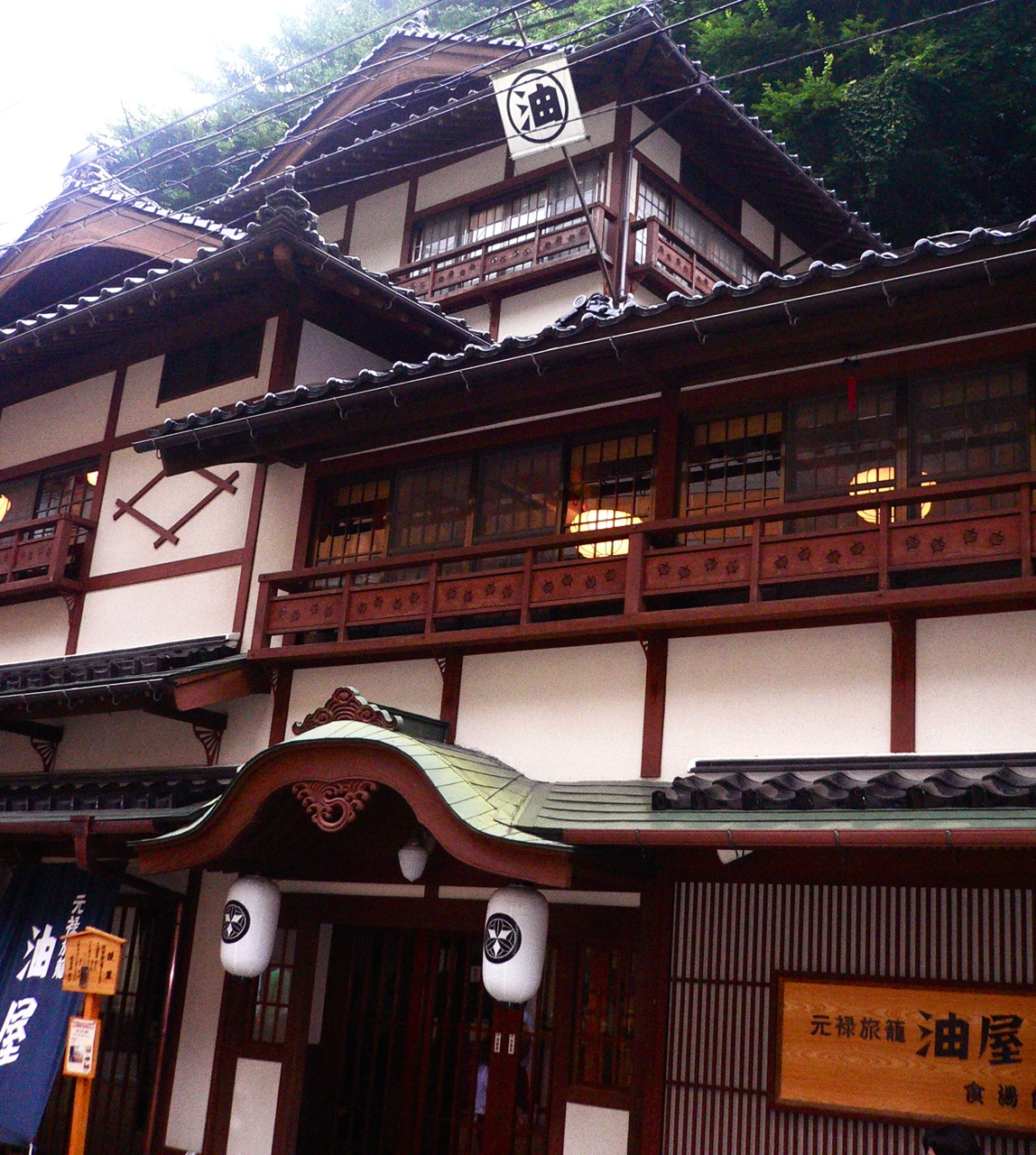
湯原温泉の老舗旅館「油屋」
真賀温泉、真賀温泉館入口
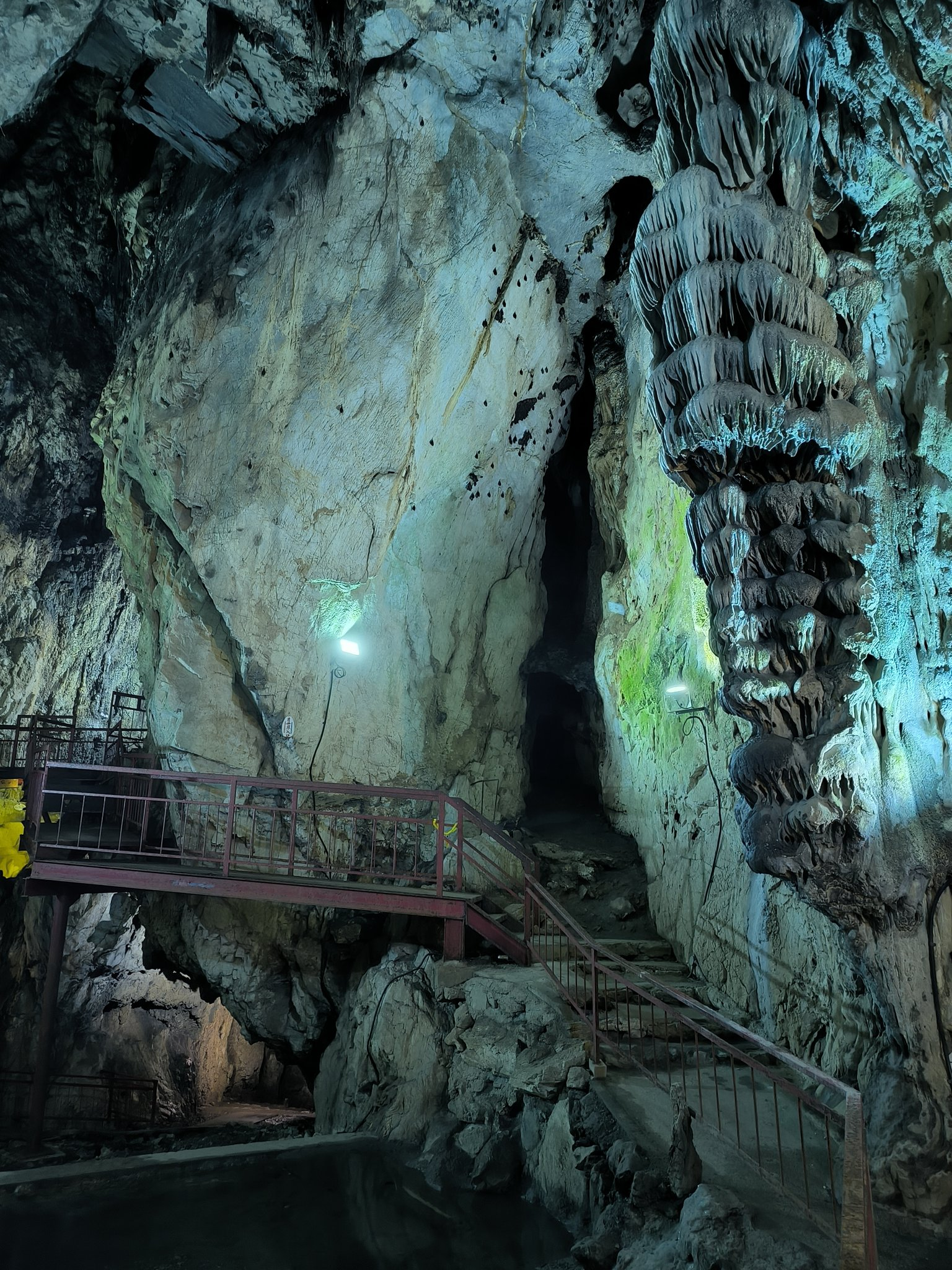
備中鍾乳穴（2024年）
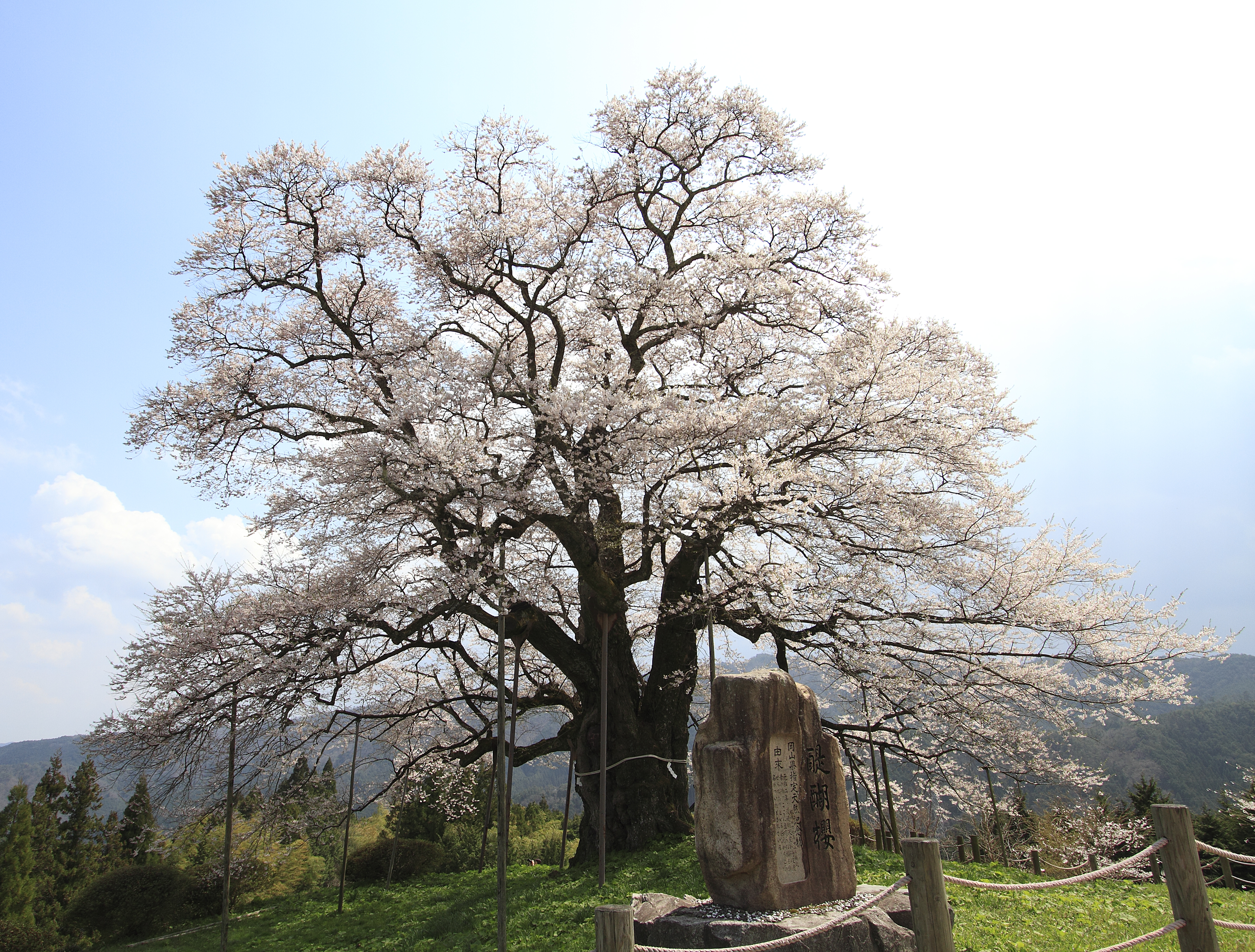
醍醐桜（2012年）
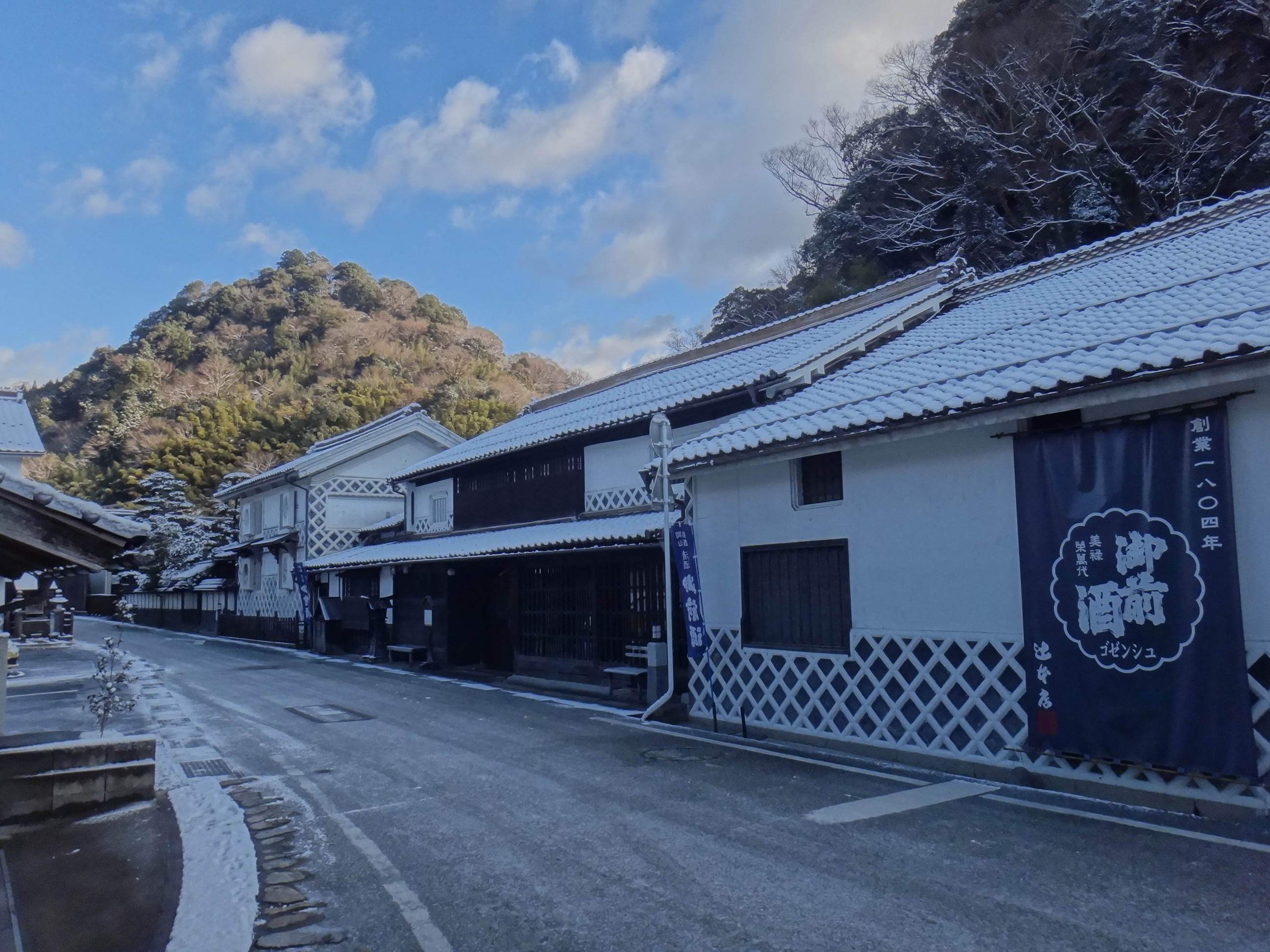
勝山町並み保存地区
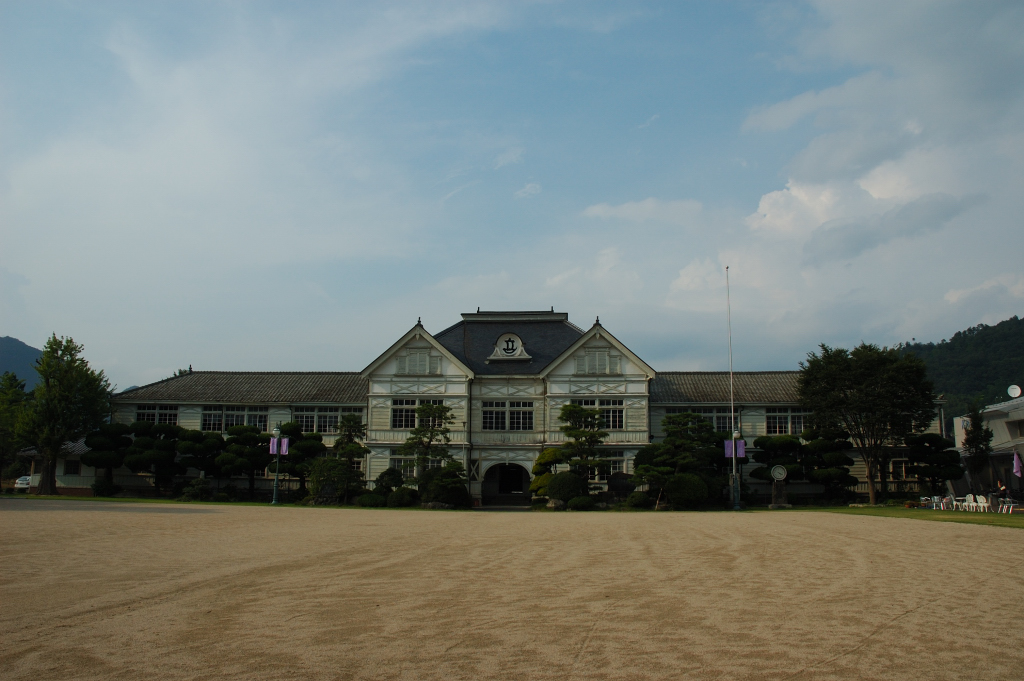
旧遷喬尋常小学校校舎
勝山城飾り天井

### 祭事・催事
- 勝山まつり（岡山三大だんじり祭りの一つ、10月19日・20日開催）
- 久世祭り（岡山三大だんじり祭りの一つ、10月25日・26日開催）
- 落合だんじり祭り（10月21日開催）
- 勝山のお雛まつり（岡山三大雛祭りの一つ、3月に開催）
- 中津井ひなまつり[9]
- はんざき祭り（8月開催）
- 大宮踊（重要無形民俗文化財、8月開催）

### 特産品
- 落合羊羹
  - 高瀬舟羊羹（古見屋羊羹）
- 御前酒（辻本店）

#### 工芸品
- 勝山竹細工（国指定伝統的工芸品）
- 高田硯
- 郷原漆器
- がま細工

## 出身著名人

### 政治家
- 井手紘一郎（政治家、元真庭市長）
- 井手毛三（政治家、元衆議院議員）
- 太田昇（政治家、元京都府副知事、現真庭市長）
- 加藤平四郎（政治家、元衆議院議員）
- 妹尾順平（政治家、元衆議院議員）
- 福井三郎（政治家、元衆議院議員）
- 難波喬司（技官、現静岡市長）
- 山谷虎三（弁護士、元衆議院議員）

### 軍人
- 九津見雅雄（軍人、大日本帝国海軍少将）
- 高杉新一郎（帝国海軍中将、海軍医学校校長）

### 経済
- 安原弘展（元ワコールホールディングス社長）
- 山本發次郎（実業家、大阪中之島美術館設立由来）

### 学術
- 石井宗謙（蘭方医）
- 井出弘之（東京都立大学名誉教授）
- 今石元久（広島女子大学名誉教授）
- 坂本信昭（駒澤大学名誉教授）
- 高杉弘之（広島大学教育学部教授）
- 田中敬一（教育者、台湾総督府国語学校校長）
- 宗森信（大阪府立大学名誉教授）
- 森谷克己（京城帝国大学教授）

### 宗教
- 加賀尾秀忍（僧侶、教誨師）
- 松田享爾（内務官僚、白雨会所属）
- 松田壽比古（享爾の兄、白雨会所属）

### 報道
- 岡成志（作家、新聞記者）
- 岡田桃佳（アナウンサー）
- 沼田伸彦（報道家、元デイリースポーツ社長）
- 松崎天民（作家、新聞記者）

### 文化
- 生駒雷遊（活動弁士）
- 片岡誓（洋画家）
- 岸田敏志（シンガーソングライター）
- ハロー植田（お笑いタレント）
- 向日かおり（ゴスペルシンガー）
- フクシマハルカ（漫画家）
- 沼田曜一（俳優）
- 豆原一成（アイドル）
- 山崎樹一郎（映画監督）[10]

### スポーツ
- 池山直（プロボクサー）
- 石井茂雄（元プロ野球選手）
- 猪頭香緒里（競輪選手、元プロスノーボーダー）
- 琴国晃将（元大相撲力士）
- 田中克幸（プロサッカー選手）
- 徳山一美（元高校野球指導者）
- 山根和夫（元プロ野球選手）

## 真庭市を舞台とした作品
映画
- ひかりのおと[10]
- やまぶき (映画)[10]

小説
- 夜歩く（1948年 - 1949年）横溝正史の長編推理小説

『夜歩く』後半の舞台である鬼首村（おにこうべむら）は、真庭市に位置する村と設定されている。作品中に鬼首村は岡山県と鳥取県の境にある山間部で、姫新線のK駅から三里奥の旭川の上流沿いの一筋路をまっすぐ先と記載されている。

## 真庭市で撮影された作品
- 八つ墓村 - 神庭の滝がロケ地
- ALWAYS 三丁目の夕日 ‐ 旧遷喬尋常小学校校舎がロケ地
- カーネーション - 旧遷喬尋常小学校校舎がロケ地
- ひかりのおと - 全編真庭市ロケ
- やまぶき (映画) - 真庭市と津山市がロケ地
- マンハント (2017年の映画) - 蒜山高原がロケ地